# San Jerónimo del Sauce
San Jerónimo del Sauce es una comuna argentina ubicada en el departamento Las Colonias de la provincia de Santa Fe. Se encuentra sobre la ruta nacional 19, 11 km al Sudoeste de San Jerónimo Norte.

## Historia

### Antecedente
Fue originalmente una colonia indígena de la parcialidad abipón sucesora de San Jerónimo del Rey, que estaba ubicada en la zona de Reconquista y que había sido dispersada por un ataque mocoví en 1818. Como consecuencia, se despobló San Jerónimo del Rey ese año, pasando sus habitantes a Santa Lucía en la provincia de Corrientes, con sus caciques José Benavídez y Francisco Sira y otros. Tras varias depredaciones, estos indígenas llegaron a concertar un tratado de paz con Corrientes, dirigiendo sus miradas a las provincias de Entre Ríos y Santa Fe a las que amenazaban atacar en 1824.

### Fundación de la Reducción abipona de San Jerónimo del Sauce y del cuerpo militarLanceros del Sauce
El caudillo y gobernador de Santa Fe brigadier Estanislao López, para neutralizar esa amenaza y conocedor de que se habían producido disensiones entre los abipones de Corrientes, propuso a los caciques Patricio Ríos y Agustín Crespo que se redujesen en Santa Fe. En 1825, cincuenta y ocho años después de la expulsión de los jesuitas que mantenían la reducción anterior, el general López resolvió el traslado a la ubicación actual de San Jerónimo del Sauce, donde ya había un fortín y una posta en el camino entre Santa Fe y Córdoba. 
Se toma el año 1825 como fundación del pueblo, cuando se ordenó construir un templo católico que hoy es Monumento Histórico Nacional. En 1826 ya estaban concluidas las construcciones respectivas, con el templo católico mencionado.
Este pueblo indígena tuvo doble carácter de reducción y guarnición militar, y con los hombres de pelea de este poblado, el general López constituyó el célebre cuerpo de Lanceros del Sauce, el cual, organizado por el capitán Domingo Pajón, tuvo una importante actuación tanto en las luchas civiles como en la guerra de fronteras de la provincia. Con el paso del tiempo San Jerónimo del Sauce se convirtió en un importante fuerte militar que custodiaba las incipientes colonias agrícolas, pioneras de este proceso en la Argentina.
Por esta función, San Jerónimo del Sauce sufrió numerosos ataques de los indios mocovíes montaraces (no sometidos). En abril de 1829, el teniente coronel Juan Pablo López (hermano del gobernador) rechazó desde San Jerónimo del Sauce, a algunos indios y el comandante Pajón defendió a esta localidad y a la campaña circunvecina de varios y sucesivos ataques de indios, derrotando el 9 de marzo de 1831 a 270 invasores, matando 50 y tomando muchos prisioneros.
De San Jerónimo del Sauce, el 5 de febrero de 1831 el general López inició operaciones con 2.000 hombres sobre la provincia de Córdoba contra la Liga del Interior, liderada por el gobernador de Córdoba, general José María Paz. En mayo de 1831, el general Paz, tomado prisionero por las fuerzas de López en El Tío, pasó, custodiado por el capitán Pedro Rodríguez del Fresno, por San Jerónimo del Sauce, rumbo a su prisión en Santa Fe.
Los Lanceros del Sauce acompañaron al general López en 1833 en campaña contra el cacique Lechuza hasta el área de Monigotes donde éste fue derrotado. También actuaron como auxiliares en las guerras civiles aunque su disciplina era escasa y resultaban difíciles de manejar. El general Paz, capturado por gente de López, relata en sus Memorias que cuando lo llevan prisionero al campamento de López y, luego, a Santa Fe los indios auxiliares cargan contra él, lanza en alto, fingiendo matarlo para divertirse.
Los Lanceros eran un cuerpo militar sólo en apariencia, pero internamente seguían rigiendo entre ellos los códigos tribales. Algunos caciquejos decidieron desertar, en particular Juan Porteño de vuelta hacia el área de Reconquista.
Un oscuro episodio turbó la existencia de la reducción indígena en 1837. Acusados de conspiración, que habría encabezado el indio Juan Porteño, 72 indios del Sauce fueron traídos a Santa Fe por su comandante, el mayor Domingo Pajón. En ausencia del general López, que se hallaba en Buenos Aires en razón de su salud quebrantada, resolvió Domingo Cullen, el gobernador delegado, que los indios, tras una corta permanencia en la aduana, fueran embarcados hacia esa ciudad, engrillados muchos de ellos. Apenas llegados a la boca del río el comandante Pajón hizo bajar a tierra a 10 de ellos, a quien ajustició allí mismo. Advertidos de la maniobra, los restantes indios se amotinaron consiguiendo reducir y matar a sus captores. Refugiados en las islas primeramente, y en los bosques del norte más tarde, fueron víctimas de los indios montaraces que les reconocieron como pertenecientes a la reducción de San Jerónimo del Sauce que tantas veces le vencieran, matando a la mayoría y entre ellos al cabecilla Juan Porteño. Los escasos sobrevivientes se entregaron a las autoridades santafesinas, siendo ejecutados.
Desde 1838 careció la reducción de cura efectivo, llegando veinte años después el misionero enviado por el Convento de San Carlos, quien censó 800 personas, encontrando un templo católico grande en buen estado. Contaba además la reducción con una plaza, un cabildo de barro cocido, algunas casas de azotea y escuela de niños y niñas, también de azotea, mandada a construir por el gobernador Domingo Crespo.
Hacia la década de 1850 la frontera contra el indio -mocovíes y abipones montaraces- se desplaza hacia el norte y los Lanceros del Sauce van siendo trasladados y mezclados con soldados de otras unidades hacia los fortines de Romero, Ramada y otros, quedando sus familias en San Jerónimo del Sauce. La continua ocupación de estos indios en campañas, expediciones y fortines, ha hecho que el pueblo de San Jerónimo del Sauce no sufriera progreso alguno. En este periodo de lucha contra el indio del norte se destacaron como comandantes de los Lanceros del Sauce el teniente coronel Antonio Crespo y el mayor Nicolás Denis, ambos de origen indígena y, por ende, caciques abipones.
En 1867, los Lanceros del Sauce participan de un alzamiento inspirado por el caudillo y gobernador de Entre Ríos, capitán general Justo José de Urquiza contra Nicasio Oroño, gobernador del momento, y marchan desde San Jerónimo del Sauce a sitiar Santa Fe, al mando de su comandante, el mayor Nicolás Denis, incidente que se resuelve de manera negociada.

### La muerte de Nicolás Denis
Para finales de la década de 1850 se inicia la colonización europea y se instalan las colonias de suizos y alemanes de San Jerónimo Norte y de San Carlos, cercanas a San Jerónimo del Sauce. Estos colonos portaban sus propias armas y formaban su propia milicia de defensa y no apreciaban la presencia del poblado indígena a quienes atribuían robos de ganado y otras felonías y no lo valoraban como un baluarte más en la defensa contra los indios del norte. En 1869 un incidente de carácter policial, el secuestro y homicidio de una niña de la Colonia de San Carlos, motivó la formación de una partida que concurrió al Sauce convencidos sus miembros de que los indios eran culpables del crimen. A la sazón los hombres se encontraban cazando en otra zona y sólo había mujeres en la comunidad, los niños y su viejo comandante, el teniente coronel Nicolás Denis. Todos se refugiaron en la iglesia, Denis invocando su carácter de jefe militar salió a parlamentar con los agresores pero estos lo balearon así como a una mujer que acudió en su ayuda. A posteriori se demostró que la autoría del asesinato de la niña era completamente ajena a los habitantes del Sauce. Los miembros de la partida de linchamiento sufrieron una persecución policial y su jefe se suicidó al ser rodeado por la policía.

### Final de los Lanceros del Sauce y de la reducción indígena
Antes de su cese como cuerpo militar en 1874, los Lanceros Abipones del Sauce contribuyeron, al mando del general Manuel Obligado, a la fundación de Reconquista, donde sus mayores se habían reducido a la civilización 124 años antes.
Las milicias provinciales, convertidas a partir de la década de 1850 en Guardia Nacional, van siendo relevadas de la lucha contra el indio y esta función pasa a cumplirla el Ejército Nacional quien completará la ocupación del Chaco en la década de 1880. Aquí se produce el acriollamiento y pérdida definitiva de la identidad abipón confundiéndose los descendientes de los lanceros con el criollo santafesino.
Rodeada de colonias agrícolas extranjeras, pasó la antigua reducción al clero secular en 1874, aunque en forma efectiva solo a partir de 1886. En 1875 se habían censado 900 personas.
La comuna fue creada en 1887 con un trazado colonial, pidiéndose apreciar alrededor de la plaza el templo católico, la comisaría, el juzgado de paz y la comuna. En la localidad hay una planta de producción de cerveza.

### El legado de los Lanceros
Los Lanceros del Sauce permanecen en el recuerdo de Reconquista, región de la que eran originarios y a la cual muchos regresaron. Un barrio de la ciudad lleva su nombre así como una escuela.
También se mantiene su recuerdo en San Jerónimo del Sauce y en la cercana San Jerónimo Norte donde se levanta un monumento en honor al coronel Nicolás Denis.

## Población
Cuenta con 947 habitantes (Indec, 2010), lo que representa un descenso frente a los 974 habitantes (Indec, 2001) del censo anterior.
| Gráfica de evolución demográfica de San Jerónimo del Sauce entre 1991 y 2022 |
|                                                                              |
| Fuente: Censos nacionales del INDEC                                          |